# گورستان نیالا
قبرستان نیالا مربوط به سدهٔ ۱۰ و ۱۱ ه.ق است و در شهرستان گلوگاه، بخش مرکزی، دهستان توسکا چشمه، روستای نیالا واقع شده و این اثر در تاریخ ۲۶ اسفند ۱۳۸۶ با شمارهٔ ثبت ۲۱۹۴۶ به‌عنوان یکی از آثار ملی ایران به ثبت رسیده است.